# Tobias Linderoth
Tobias Linderoth (* 21. dubna 1979 Marseille) je švédský fotbalový záložník, který působil v dánském klubu FC Kodaň. Jeho funkce v národním dresu je více defenzivní, je znám pro svou efektivní a atraktivní hru. Reprezentační debut měl v listopadu 1999 v zápase proti Jihoafrické republice.

## Kariéra
- 1995–1995 Hässleholm (7 zápasů, 0 gólů)
- 1996–1998 IF Elfsborg (57 zápasů, 4 góly)
- 1999–2001 Stabæk (68 zápasů, 9 gólů)
- 2002–2004 Everton FC (40 zápasů, 0 gólů)
- od roku 2004 FC Kodaň